# 願海寺城
願海寺城（がんかいじじょう）は、富山県富山市願海寺にあった日本の城。とやま城郭カードNo.59。

## 規模
呉羽山の北西に位置する平城。主郭の他に「二之廻輪」があり、それらを水堀で囲んでいた。周りは湿地帯であったとされる。長らく城の所在地は不明であったが、2002年（平成14年）の発掘調査により井戸の跡や木簡、将棋の駒、箸、櫛、曲物、多量の陶磁器や漆器類と共に二重の水堀を備えた居館跡が見つかり願海寺城と推定され、その正確な所在地が明らかとなった。主郭の周りの堀は幅約5メートル、深さ1.5メートル。城下町内を北陸道が貫通しており、道は防衛の為に曲がりくねった造りとなっている。これは現在に「願海寺の七曲り」として伝わっている。

## 歴史
正確な築城年代は不明であるが、少なくとも上杉謙信に攻め落とされた天文19年（1550年）以前までは遡ることができる。越中国の国人寺崎氏の居城であり、寺崎氏が築城したと思われる。寺崎氏は畠山氏の家臣であったが、天文19年（1550年）に上杉謙信によって落とされ、当主の寺崎行重が敗死している。跡を継いだ子の盛永は謙信や越中国富山城主神保長職らとの間で巧みに立ち回った。天正6年（1578年）に謙信が死去すると織田信長方に付いたが、その数年後には信長に上杉方への帰参を疑われ、天正9年（1581年）信長の側近菅屋長頼によって攻められ落城。盛永と子の喜六郎は近江国佐和山城で切腹させられた。その後願海寺城の名が史料から見えなくなることから、落城を以って廃城となったと考えられる。

## 年表
- 天文19年（1550年）、上杉謙信によって攻められ落城。城主寺崎行重が敗死。子の盛永が継ぐ。
- 天文21年（1552年）、謙信に属していた盛永が越中国井田城主飯田（斎藤）利忠と戦う（天神林の戦い）。戦いは利忠の弟である利常、利憲が討たれ利忠は同族である斎藤信利が拠る越中国城生城へと逃れるなど、盛永の勝利に終わった。盛永は余勢を駆って城生城を攻めたが、こちらは上手く行かず撤退した様だ。
- 天正2年（1574年）、能登国を治めていた畠山氏の当主、畠山義慶が死去。これに乗じて越中の一向一揆勢力は能登国へ攻め込み畠山方と二宮で戦うも敗れている。この頃盛永は一向一揆に組していたとみられ、この戦いの総大将を務めていたとみられる。
- 天正4年（1576年）、謙信が能登国の畠山氏を攻め、翌年その拠点七尾城を落とす。この戦いに寺崎氏も参戦していたと思われ（『長家家譜』）、この頃には上杉家に属していたと思われる。
- 天正5年（1577年）12月23日、『上杉家家中名字尽』に寺崎民部左衛門尉（盛永）の名が見える。
- 天正6年（1578年）3月13日、謙信死去。
- 同年11月、織田方へ付く。
- 天正9年（1581年）3月、越中国の平定を進めていた佐々成政、神保長住が御馬揃の為に京へ赴いている隙に、上杉家臣で越中国松倉城主河田長親が兵を率いて越中国小出城を攻める。成政は直ぐに引き返して撃退し、事なきを得るのだが、この時盛永や石黒成綱ら能登、越中の国侍が上杉方へ帰参する動きがあるとの情報が流れ、信長によって次々と誅殺されていく。願海寺城は信長の側近で能登国七尾城代であった菅屋長頼に攻められ、小野大学助、大貝采女等家臣に内通者が出るなどして落城。盛永と子の喜六郎は七尾城から近江国佐和山城へと護送され、尋問の末親子共に切腹させられたという（盛永は七尾城で切腹したという説もある『上杉古文書』）。

## 現在
城跡は江戸時代には水田となっており、堀も江戸時代の中期には地中に埋没し、姿を消していた。これまでに2002年（平成14年）、2004年（平成16年）、2019年（令和元年）の3次にわたり発掘調査が行われているが、調査された場所も建物が建つなどしており、地表上においては全く面影はない。石碑と案内板によって、かつてこの地に城があったことが窺われる。